# Forcipomyia astyla
Forcipomyia astyla är en tvåvingeart som beskrevs av Tokunaga 1940. Forcipomyia astyla ingår i släktet Forcipomyia och familjen svidknott. Inga underarter finns listade i Catalogue of Life.